# Нова Польща
«Нова Польща» — польський суспільно-політичний медіапроєкт, який видається українською та російською мовами. Українськомовну версію проєкту редакція відкрила 31 серпня 2020 року. 

## Історія
Видання постало 1999 року з ініціативи двох видатних польських інтелектуалів, свідків жорстокого ХХ століття: Єжи Ґєдройця, редактора паризької «Культури», та Єжи Помяновського, письменника і перекладача російської літератури польською мовою, який до самої смерті 2016 року залишався головним редактором видання. Сьогодні видання фінансується Міністерством культури і національної спадщини Польщі, видавцем проєкту є Центр діалогу імені Юліуша Мєрошевського. Профіль видання: культура, література, суспільство, історія. Перший номер журналу вийшов у вересні 1999 року. 
На сайті українською можна прочитати, зокрема, статті Мирослава Мариновича, Сергія Жадана, Олега Сенцова, Дениса Казанського, Ярослава Поліщука, Віталія Портникова, Лукаша Адамського [Архівовано 25 жовтня 2020 у Wayback Machine.], Пйотра Андрусєчка, Андрія Любки, Олега Вергеліса, Яна Яцека Бруського [Архівовано 8 червня 2020 у Wayback Machine.], інтерв’ю з Боґумілою Бердиховською. Редакція також публікує фрагменти літературних творів: спогади-есеї Юзефа Віттліна про Львів (вперше українською), вірші Зузанни Ґінчанки, розслідування «Чорне золото. Війни за вугілля Донбасу» [Архівовано 22 січня 2021 у Wayback Machine.] польських журналістів Кароліни Баци-Поґожельської та Міхала Потоцького про нелегальний експорт вугілля із самопроголошених республік на сході України, репортаж Томаша Ґживачевського про невизнані державні утворення «Кордони мрій» [Архівовано 24 листопада 2020 у Wayback Machine.] (2018), «Пандемічний щоденник» [Архівовано 22 січня 2021 у Wayback Machine.] Валерія Бутевича, який переміг у конкурсі польського Інституту літератури.
Наприкінці 2022 року редакція видала одну з перших великих воєнних антологій "Війна 2022", в яку увійшли щоденники, есеї та вірші 44 найвідоміших українських авторів: Сергія Жадана, Юрія Андруховича, Катерини Калитко, Ліни Костенко, Галини Крук, Андрія Любки, Вікторії Амеліної та інших.
У жовтні 2023 антологія вийшла польською мовою. На презентації книги у Варшаві фрагменти з книги читала відома польська акторка Кристина Янда.
В червні 2024 року сайт "Нової Польщі" був заблокований в Росії.